# Rhopalosiphoninus maianthemi
Rhopalosiphoninus maianthemi är en insektsart. Rhopalosiphoninus maianthemi ingår i släktet Rhopalosiphoninus och familjen långrörsbladlöss. Inga underarter finns listade i Catalogue of Life.